# AMC Eagle
AMC Eagle var en fyrhjulsdriven personbil från American Motors Corporation. Till modellåret 1980 introducerades coupé, sedan och kombiversioner, som alla var baserade på AMC Concord. 1981 utökades programmet med modeller baserade på AMC Spirit. Eagle producerades fram till modellåret 1988.